# Conseil d'Inner West
Le conseil d'Inner West (en anglais : Inner West Council) est une zone d'administration locale de l'agglomération de Sydney, située dans l'État de Nouvelle-Galles du Sud en Australie, créée en 2016.

## Géographie
La zone s'étend sur 35 km2 dans la région d'Inner West, à l'ouest du centre-ville de Sydney. Elle est bordée au nord par la Parramatta.

### Quartiers
- Annandale
- Ashbury (une partie est située dans la ville de Canterbury-Bankstown)
- Ashfield
- Balmain
- Balmain East
- Birchgrove
- Camperdown (une partie est située dans la ville de Sydney)
- Croydon
- Croydon Park (une partie est située dans les villes de Burwood et Canterbury-Bankstown)
- Dulwich Hill
- Enmore
- Haberfield
- Hurlstone Park (une partie est située dans la ville de Canterbury-Bankstown)
- Leichhardt
- Lewisham
- Lilyfield
- Marrickville
- Mascot (la plus grande partie est située dans le conseil de Bayside)
- Newtown (une partie est située dans la ville de Sydney)
- Orange Grove
- Petersham
- Rozelle
- St Peters (une partie est située dans la ville de Sydney)
- Stanmore
- Summer Hill
- Sydenham
- Tempe

## Histoire
Le conseil d'Inner West est créé le 12 mai 2016 par la fusion des municipalités d'Ashfield et de Leichhardt avec le conseil de Marrickville. Richard Pearson est nommé administrateur provisoire d'Inner West en attendant les premières élections.
Le 4 décembre 2021, lors d'un référendum local au résultat non contraignant, une majorité de votants (62,5 %) se prononcent pour une dissolution du conseil d'Inner West et le rétablissement des trois anciennes zones fusionnées en 2016. En février 2022, le conseil municipal lance une analyse de la situation préalable à une défusion.

## Démographie
| Année | Population        |
| ----- | ----------------- |
| 2016  | 182 043 habitants |
| 2021  | 182 818 habitants |

## Politique et administration
La zone comprend cinq subdivisions appelées wards. Le conseil municipal comprend quinze membres élus, à raison de trois par ward, pour quatre ans. À l'issue des premières élections qui se tiennent le 9 septembre 2017, les travaillistes et les verts remportent chacun 5 sièges, auxquels s'ajoutent 3 indépendants et 2 libéraux. Le 21 septembre, le travailliste Darcy Byrne (ancien maire de Leichhardt) est élu maire à la suite d'un accord de partage du pouvoir entre les travaillistes et les libéraux et avec la voix d'un élu indépendant. À la suite des élections de 2021, les travaillistes détiennent la majorité absolue, qu'ils conservent lors des élections du 14 septembre 2024.

### Composition du conseil
| Élections | Parti travailliste | Verts | Parti libéral | Indépendants |
| --------- | ------------------ | ----- | ------------- | ------------ |
| 2017      | 5                  | 5     | 2             | 3            |
| 2021      | 8                  | 5     | -             | 2            |
| 2024      | 8                  | 5     | 1             | 1            |

### Liste des maires
| Période           | Période           | Identité          | Étiquette    | Qualité        |
| ----------------- | ----------------- | ----------------- | ------------ | -------------- |
| 12 mai 2016       | 21 septembre 2017 | Richard Pearson   |              | Administrateur |
| 21 septembre 2017 | 7 septembre 2021  | Darcy Byrne       | Travailliste |                |
| 7 septembre 2021  | 29 décembre 2021  | Rochelle Porteous | Verts        |                |
| 29 décembre 2021  | en fonction       | Darcy Byrne       | Travailliste |                |

## Transports
Inner West est desservi par la ligne 1 du métro léger de Sydney entre les stations Lilyfield au nord et Dulwich Hill au sud-ouest.